# Landmeister in Livland

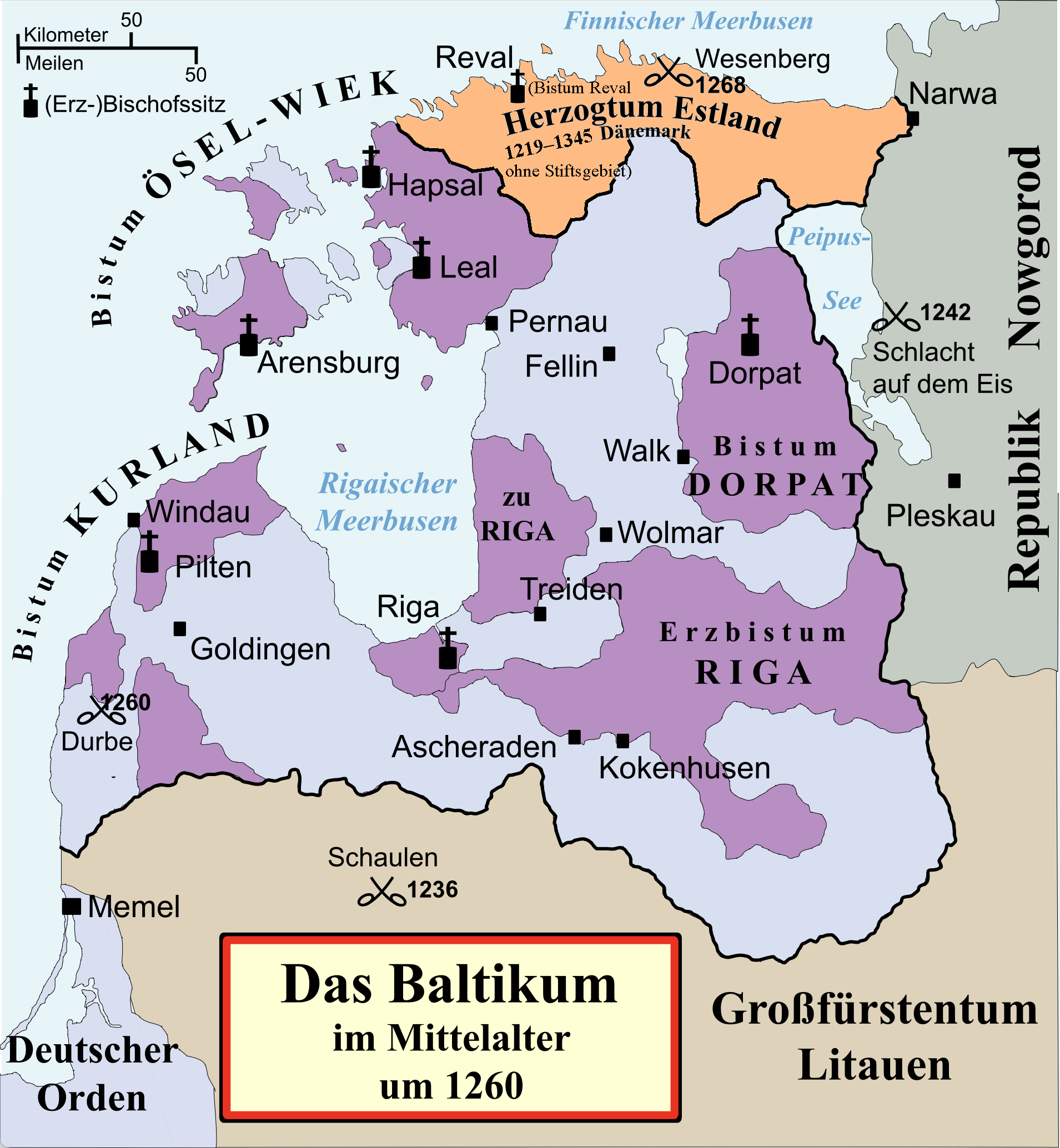
Livländische Konföderation um 1260 mit Lokalisierung der Schlachten bei Schaulen und an der Durbe
Besitz des Schwertbrüderordens bzw. Deutschen Ordens (in Preußen)
Geistlicher Besitz

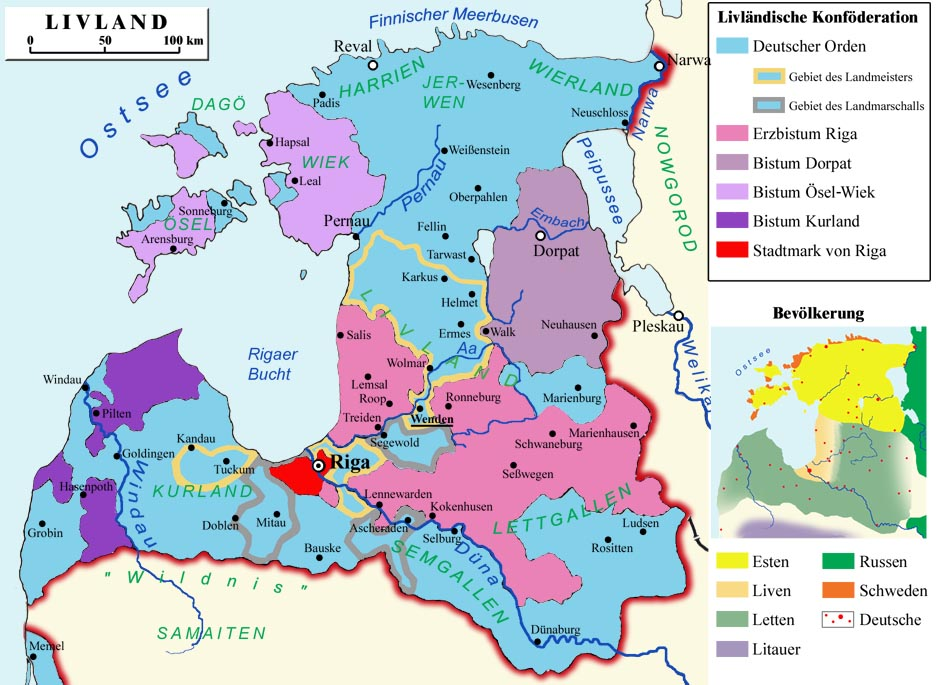
Das Meistertum Livland des Deutschen Ordens (1237–1561)

Das Siegel des Landmeisters des Deutschen Ordens in Livland

Landmeister in Livland war ein hohes Amt im Deutschen Orden. Der Landmeister verwaltete die livländischen Kommenden des Deutschen Ordens. Diese waren dem Orden 1237 durch die Eingliederung des ehemaligen Schwertbrüderordens zugefallen. Sitz des Landmeisters war die Burg Wenden. Die Funktion des Landmeisters in Livland bestand bis 1561, als im Livländischen Krieg der letzte Landmeister, Gotthard Kettler, die nördlichen Teile des Meistertums Livland abtrat und zuletzt in der Union von Wilna den ihm verbliebenen Teil säkularisierte und als Herzogtum Kurland und Semgallen vom polnischen König zu Lehen nahm. Die Nichtanerkennung dieses Aktes durch den Papst, das Heilige Römische Reich und den Hochmeister des Ordens hatte keine faktischen Auswirkungen.
Das Amt des livländischen Landmeisters stand in der Nachfolge des sogenannten Herrenmeisters des Schwertbrüderordens. Mit der Integrierung der Reste des 1236 in der Schlacht von Schaulen vernichtend geschlagenen Schwertbrüderordens in den Deutschen Orden übernahm der Landmeister von Preußen, Hermann Balk, im Jahre 1237 in Personalunion erstmals dieses Amt. Diese Verfahrensweise sollte in der Folge die Ausnahme bleiben. Infolge der räumlichen Entfernung Livlands von Preußen sowie regionaler Besonderheiten bei der Verwaltung des Landes behielt der vom livländischen Generalkapitel gewählte und vom Hochmeister nur bestätigte Landmeister stets eine gewisse Autonomie gegenüber dem Ordensstaat. Obwohl von 1309 bis 1525 durch die Verlegung des Sitzes des Hochmeisters in die Ordensburg Marienburg bzw. nach Königsberg (Preußen) auch das Zentrum der Ordensherrschaft im relativ nahen Preußen lag, behielt das Meistertum Livland politisch und militärisch stets einen Sonderstatus und wurde oft als Livländischer Orden bezeichnet.
In Livland existierte, im Gegensatz zu Preußen, eine Teilung der Einflusssphären zwischen der Ordensgewalt und verschiedenen autonomen Bistümern. Diese ungewöhnliche Machtkonstellation ging auf die Zeit des Schwertbrüderordens zurück.
Hinzu kam die unterschiedliche Herkunft der Kader beider Ordenszweige: Während in Preußen vorwiegend mittel- und westdeutsche Ordensherren regierten, rekrutierte sich das Korps des livländischen Ordenszweiges überwiegend aus norddeutschen und dänischen Rittern. Darin spiegelte sich die Bindung dieses Landes an die Traditionen der gewaltsamen Missionierung der Liven und Esten Anfang des 13. Jahrhunderts wider: Die Verbreitung des Christentums im nördlichen Baltikum erfolgte über vorhanseatische Seeverbindungen von Stützpunkten wie Lübeck und Seeland (Dänemark) aus.
Koordinierte Aktivitäten beider Ordenszweige im Krieg gegen das Großfürstentum Litauen blieben angesichts dieser Konstellation die Ausnahme. Ein herausragendes Beispiel ist die Abwesenheit des gesamten livländischen Ordenszweiges im entscheidenden Feldzug von 1410, der zur Katastrophe in der Schlacht bei Tannenberg führte. Der livländische Landmeister, Conrad von Vytinghove, berief sich auf einen mit dem litauischen Großfürsten Vytautas vereinbarten Waffenstillstand.
Der bedeutendste Landmeister in Livland war Wolter von Plettenberg (1494–1535), zum einen aufgrund seiner Siege über das Invasionsheer des russischen Großfürsten Iwan III. in der Schlacht an der Seriza 1501 und in der Schlacht am Smolinasee 1502, zum anderen aufgrund seines pragmatischen Vorgehens bei der Einführung der Reformation in Livland. Er selbst blieb, wie seine Nachfolger bis 1561, auch danach katholisch, doch in seiner Amtszeit setzte sich in Livland unter Deutschbalten, Esten und Letten die Reformation durch. Der evangelische Glaube blieb bis heute in den Staaten Estland und Lettland erhalten.

## Position des Landmeisters
Der Landmeister verhandelte und entschied die Landesangelegenheiten zusammen mit einem Ratsgremium, dem die nächsthöchsten Amtsträger des Ordens, die Gebietiger angehörten, die an der Spitze eines Ordenskonventes standen und einen lokalen Bezirk regierten und verwalteten. Das individuelle Geschick des Meisters und die politische Konstellation bestimmten, ob er gegenüber den Gebietigern eine eigenständige Politik zu betreiben vermochte.
Der Landmeister konnte von den Landkomturen abgesetzt, entmachtet oder sogar gefangengesetzt werden, wie sich in der Geschichte mehrmals zeigte.
Siehe auch: Liste der Landmeister in Livland